# Sexual Healing
| Оценки критиков | Оценки критиков |
| Источник        | Оценка          |
| --------------- | --------------- |
| AllMusic        | Без оценки      |

«Sexual Healing» — песня американского певца Марвина Гэя. Вышла как сингл в 1982 году. Это был его первый сингл на лейбле Columbia Records, куда он перешёл после долгой работы на лейбле Motown. (Переход состоялся в предыдущем, 1981 году после выхода альбома In Our Lifetime.) Написана в небольшой деревне Муре.
В США песня провела десять недель на 1-м месте ритм-н-блюзового чарта журнала Billboard и добралась до 3-го места в Billboard Hot 100.
В 2004 году журнал Rolling Stone поместил песню «Sexual Healing» в исполнении Марвина Гея на 231-е место своего списка «500 величайших песен всех времён». В списке 2011 года песня находится на 233-м месте.
Британский музыкальный журнал New Musical Express тоже включил её в свой (опубликованный в 2014 году) список «500 величайших песен всех времён», на 326-е место.
Кроме того, песня «Sexual Healing» в исполнении Марвина Гея входит в составленный Залом славы рок-н-ролла список 500 Songs That Shaped Rock and Roll.
Имя Марвина Гея и название его песни упоминается в песне группы 2 Unlimited «Burning like fire»:
…Tell me girl now what I’m feeling
Like Marvin Gaye «Sexual healing»

## Чарты
| Чарт (1982-83)                                | Наив. поз. |
| --------------------------------------------- | ---------- |
| Австралия (Kent Music Report)                 | 4          |
| Бельгия/Фландрия (Ultratop 50)                | 2          |
| Канада (CHUM)                                 | 1          |
| Франция (IFOP)                                | 17         |
| Германия (GfK)                                | 23         |
| Ирландия (IRMA)                               | 7          |
| Италия (FIMI)                                 | 37         |
| Нидерланды (Dutch Top 40)                     | 3          |
| Нидерланды (Single Top 100)                   | 3          |
| Новая Зеландия (Recorded Music NZ)            | 1          |
| Швеция (Sverigetopplistan)                    | 17         |
| Великобритания (OCC UK Singles)               | 4          |
| США (Billboard Hot 100)                       | 3          |
| США (Billboard Hot Adult Contemporary Tracks) | 34         |
| США (Billboard Hot Black Singles)             | 1          |
| США (Billboard Hot Dance Club Play)           | 12         |
| США (Cash Box)                                | 5          |

| Год  | Чарт           | Наив. поз. |
| ---- | -------------- | ---------- |
| 2011 | Франция (SNEP) | 74         |
| 2012 | Франция (SNEP) | 187        |
| 2013 | Франция (SNEP) | 73         |
| 2014 | Франция (SNEP) | 90         |
| 2015 | Франция (SNEP) | 68         |

| Чарт (1982)                 | Поз. |
| --------------------------- | ---- |
| Нидерланды (Single Top 100) | 55   |
| США (Cash Box)              | 44   |

| Чарт (1983)                        | Поз. |
| ---------------------------------- | ---- |
| Австралия (Kent Music Report)      | 31   |
| Бельгия (Ultratop 50 Flanders)     | 72   |
| Канада (RPM Top Singles)           | 12   |
| Новая Зеландия (Recorded Music NZ) | 20   |
| США (Billboard Hot 100)            | 32   |
| США (Billboard Hot Black Singles)  | 1    |
| США (Cash Box)                     | 49   |